# Lemuridae
Lemuridae é uma família de primatas estrepsirrinos. Os lemurídeos estão distribuídos em 5 gêneros e 19 espécies.

## Taxonomia
- Família Lemuridae
  - Gênero Eulemur
    - Eulemur albifrons
    - Eulemur albocollaris
    - Eulemur cinereiceps
    - Eulemur coronatus
    - Eulemur collaris
    - Eulemur fulvus
    - Eulemur macaco
    - Eulemur mongoz
    - Eulemur rubriventer
    - Eulemur rufus
    - Eulemur sanfordi

  - Gênero Hapalemur
    - Hapalemur alaotrensis
    - Hapalemur aureus
    - Hapalemur griseus
      - Hapalemur griseus griseus
      - Hapalemur griseus meridionalis

    - Hapalemur occidentalis

  - Gênero Lemur
    - Lemur catta

  - Gênero Prolemur
    - Prolemur simus

  - Gênero Varecia
    - Varecia variegata
      - Varecia variegata variegata
      - Varecia variegata editorum
      - Varecia variegata subcincta

    - Varecia rubra